# Cantonul Beaumes-de-Venise
Cantonul Beaumes-de-Venise este un canton din arondismentul Carpentras, departamentul Vaucluse, regiunea Provence-Alpes-Côte d'Azur, Franța.

## Comune
- Beaumes-de-Venise : 2 051 locuitori (reședință)
- Gigondas : 648 locuitori
- Lafare : 97 locuitori
- La Roque-Alric : 54 locuitori
- Sablet : 1 282 locuitori
- Suzette : 129 locuitori
- Vacqueyras : 1 061 locuitori